# Team DSM/2022
Deze pagina geeft een overzicht van de UCI World Tour wielerploeg Team DSM in 2022.

## Algemeen
Algemeen manager: Iwan Spekenbrink
Teammanager: Rudi Kemna
Ploegleiders: Wilbert Broekhuizen, Roy Curvers, Huub Duijn, Bennie Lambregts, Pim Ligthart, Luke Roberts, Marcel Sieberg, Albert Timmer, Hans Timmermans, Philip West, Matthew Winston

Fietsmerk: Scott

## Renners
| Naam                    | Geboortedatum | Nationaliteit       | Ploeg 2021             |
| ----------------------- | ------------- | ------------------- | ---------------------- |
| Thymen Arensman         | 04-12-1999    | Nederland           |                        |
| Nikias Arndt            | 18-11-1991    | Duitsland           |                        |
| Romain Bardet           | 09-11-1990    | Frankrijk           |                        |
| Pavel Bittner*          | 29-10-2002    | Tsjechië            | Development Team DSM   |
| Cees Bol                | 27-07-1995    | Nederland           |                        |
| Marco Brenner           | 27-08-2002    | Duitsland           |                        |
| Romain Combaud          | 01-04-1991    | Frankrijk           |                        |
| Alberto Dainese         | 25-03-1998    | Italië              |                        |
| John Degenkolb          | 07-01-1989    | Duitsland           | Lotto Soudal           |
| Nico Denz               | 15-02-1994    | Duitsland           |                        |
| Mark Donovan            | 03-04-1999    | Verenigd Koninkrijk |                        |
| Nils Eekhoff            | 23-01-1998    | Nederland           |                        |
| Chris Hamilton          | 18-05-1995    | Australië           |                        |
| Leon Heinschke          | 08-11-1999    | Duitsland           | Development Team DSM   |
| Jonas Iversby Hvideberg | 09-02-1999    | Noorwegen           | Uno-X Pro Cycling Team |
| Asbjørn Kragh Andersen  | 09-04-1992    | Denemarken          |                        |
| Søren Kragh Andersen    | 10-08-1994    | Denemarken          |                        |
| Andreas Leknessund      | 21-05-1999    | Noorwegen           |                        |
| Frederik Madsen         | 22-01-1998    | Denemarken          | Uno-X Pro Cycling Team |
| Niklas Markl            | 03-03-1999    | Duitsland           |                        |
| Marius Mayrhofer        | 18-09-2000    | Duitsland           | Development Team DSM   |
| Tim Naberman            | 11-05-1999    | Nederland           | Development Team DSM   |
| Joris Nieuwenhuis       | 11-02-1996    | Nederland           |                        |
| Casper Pedersen         | 15-03-1996    | Denemarken          |                        |
| Florian Stork           | 27-04-1997    | Duitsland           |                        |
| Martijn Tusveld         | 09-09-1993    | Nederland           |                        |
| Casper van Uden*        | 22-07-2001    | Nederland           | Development Team DSM   |
| Henri Vandenabeele      | 15-04-2000    | België              | Development Team DSM   |
| Kevin Vermaerke         | 16-10-2000    | Verenigde Staten    |                        |
| Sam Welsford            | 19-01-1996    | Australië           | -                      |

* vanaf 1/08

### Vertrokken
| Naam            | Geboortedatum | Nationaliteit    | Ploeg 2022             |
| --------------- | ------------- | ---------------- | ---------------------- |
| Tiesj Benoot    | 11-03-1994    | België           | Team Jumbo-Visma       |
| Felix Gall      | 27-02-1998    | Oostenrijk       | AG2R-Citroën           |
| Chad Haga       | 26-08-1988    | Verenigde Staten | Human Powered Health   |
| Jai Hindley     | 05-05-1996    | Australië        | BORA-hansgrohe         |
| Max Kanter      | 22-10-1997    | Duitsland        | Movistar Team          |
| Nicolas Roche   | 03-07-1984    | Ierland          | Gestopt                |
| Martin Salmon   | 29-10-1997    | Duitsland        | Gestopt                |
| Michael Storer  | 28-02-1997    | Australië        | Groupama-FDJ           |
| Jasha Sütterlin | 04-11-1992    | Duitsland        | Bahrain-Victorious     |
| Ilan Van Wilder | 14-05-2000    | België           | Quick Step-Alpha Vinyl |

## Overwinningen
| Ronde van Turkije 5e etappe: Sam Welsford Ronde van de Alpen Eindklassement: Romain Bardet Jongerenklassement: Thymen Arensman Ronde van Italië 11e etappe: Alberto Dainese Ronde van Zwitserland 2e etappe: Andreas Leknessund 6e etappe: Nico Denz Ronde van Polen 6e etappe: Thymen Arensman | Arctic Race of Norway 4e etappe: Andreas Leknessund Eindklassement: Andreas Leknessund Jongerenklassemnt: Andreas Leknessund Ronde van Spanje 15e etappe: Thymen Arensman Ronde van Groot-Brittannië 2e etappe: Cees Bol |  |

Mannen: 1999 · 2000 · 2001 · 2002 · 2003 · 2004 · 2005 · 2006 · 2007 · 2008 · 2009 · 2010 · 2011 · 2012 · 2013 · 2014 · 2015 · 2016 · 2017 · 2018 · 2019 · 2020 · 2021 · 2022 · 2023 · 2024 · 2025
Vrouwen: 2011 · 2012 · 2013 · 2014 · 2015 · 2016 · 2017 · 2018 · 2019 · 2020 · 2021 · 2022 · 2023 · 2024 · 2025
AG2R-Citroën · Astana Qazaqstan · Bahrain Victorious · BORA-hansgrohe · Cofidis · EF Education-EasyPost · Groupama-FDJ · INEOS Grenadiers · Intermarché-Wanty-Gobert Matériaux · Israel-Premier Tech · Lotto Soudal · Movistar Team · Quick Step-Alpha Vinyl · Team BikeExchange Jayco · Team DSM · Team Jumbo-Visma · Trek-Segafredo · UAE Team Emirates